# افشین پارساییان راد
افشین پارساییان راد (غنچه عراقی سابق) یکی از بازیکنان فوتبال ایران است. این بازیکن در طول در دوران حضورش، در تیم‌های مختلفی من‌جمله پرسیتارا جاکارتا مشارکت داشته‌است.